# Chrysonotomyia aenella
Chrysonotomyia aenella är en stekelart som först beskrevs av Girault 1915.  Chrysonotomyia aenella ingår i släktet Chrysonotomyia och familjen finglanssteklar. Inga underarter finns listade i Catalogue of Life.